# Rudolf Wenger
Rudolf Wenger (* 28. Februar 1831 in Bern; † 15. Februar 1899 in Thun; heimatberechtigt in Bern) war ein Schweizer reformierter Theologe und Pfarrer aus dem Kanton Appenzell Ausserrhoden.

## Leben
Rudolf Wenger war ein Sohn von Gottlieb Wenger, Schulvorsteher, und Sophie Maria Küpfer. Im Jahr 1858 heiratete er Margaritha Amalia Sophia Furer, Tochter von Samuel Rudolf Jakob Furer, Pfarrer. Von 1847 bis 1853 studierte er Theologie an den Universitäten Bern und Halle. Danach war er Vikar und Pfarrhelfer, ab 1864 Pfarrer in Eriswil. 1873 wurde Wenger zum Vorsteher des Heinrichsbads bei Herisau berufen. Kurz zuvor war dieses in eine christlich geführte Kur- und Erholungsanstalt umgewandelt worden. Unter seiner Leitung erlebte das spätere Alterszentrum Heinrichsbad eine erste Blüte.